# Elsie Elizabeth Esterhuysen
Elsie Elizabeth Esterhuysen, née le 11 avril 1912 et morte le 1er janvier 2006, est une botaniste sud-africaine. Elle est décrite comme ayant constitué un des plus remarquables herbiers de la flore sud-africaine, avec  36 000 spécimens.

## Biographie
Elsie Elizabeth Esterhuysen est née au Cap, fille de Johannes Petrus le Roux Esterhuysen et de Florence Ethel Larkin. Son père et son frère sont des avocats. Elle étudie à la Wynberg Girls High School et à l'Université du Cap jusqu'en 1933, puis, bénéficie d'une bourse pour continuer sur le terrain au Kirstenbosch.
En 1936, elle commence son parcours de botaniste comme assistante de Maria Wilman au  McGregor Musée de Kimberley. À partir de 1938, elle s'attelle à compléter le Bolus Herbarium, le plus ancien herbier en Afrique du Sud, créé en 1856, et dont le nom rappelle celui du botaniste Harry Bolus. En 1956, un poste permanent est créé pour elle par le biais de l'Université du Cap. Également alpiniste, elle se concentre sur la collecte de spécimens en zones de haute altitude.  On estime qu'elle a découvert environ 150 taxons, 34 espèces et 2 genres qui portent son nom. En 1984, elle découvre et recueille un échantillon de Protea nubigena, un très rare  Protea trouvé dans un seul site de haute altitude. Des générations d'étudiants de l'université du Cap ont apprécié son aide et son soutien. En 1989, elle reçoit un diplôme honorifique .
Elle meurt en 2006, âgé de 93 ans.

## Travaux publiés
- Elsie Elizabeth Esterhuysen, « Regeneration after clearing at Kirstenbosch », Journal of South African Botany, vol. 2,‎ 1936, p. 177–185